# Калиев, Наубат Калиевич
Наубат Калиевич Калиев (каз. Нәубат Қалиұлы Қалиев; 1 октября 1945; Абайский район, Семипалатинская область, КазССР, СССР — 25 сентября 2018; Астана, Казахстан) — казахстанский учёный-политолог, общественный деятель, доктор политических наук, профессор.

## Биография
Родился 1 октября 1945 года в Абайском районе Семипалатинской области.
Окончил Семипалатинский педагогический институт им. Н. К. Крупской.
Трудовую деятельность начал в 1966 году учителем истории Букенчинской восьмилетней школы Жанасемейского района Семипалатинской области.
С 1966 по 1972 год — учитель средней школы Абайского района, первый, второй секретарь комитета[чего?] КЛКСМ, заведующий отделом.
С 1972 по 1973 год — старший преподаватель Семипалатинского пединститута.
С 1973 по 1976 год — аспирант Казахского педагогического университета имени Абая.
С 1976 по 1986 год — старший преподаватель, заведующий кафедрой научного коммунизма Семипалатинского пединститута.
С 1986 по 1991 год — заведующий группы лекторов Семипалатинского обкома Компартии Казахстана.
С 1991 по 1992 год — доцент Семипалатинского пединститута.
С 1992 по 1996 год — директор Семипалатинского педагогического колледжа имени М. О. Ауэзова.
С 1996 по 1999 год — депутат Мажилиса Парламента Республики Казахстан I созыва, член Комитета по социально-культурному развитию.
С 1996 по 2001 год — начальник управления Министерства образования и науки Республики Казахстан.
С 2001 по 2008 год — главный эксперт, главный консультант Аппарата Сената Парламента Республики Казахстан.
С 2008 по 2018 год — профессор кафедры политологии Евразийского национального университета им. Л. Н. Гумилева.

## Научные, литературные труды
Автор 60 научных трудов и двух книг по проблемам политической системы, демократии, деятельности парламента, политических партий. Автор научной монографии «Қазақстан парламентаризмі: саяси талдау» («Казахстанский парламентаризм: политологический анализ»).

## Награды и звания
- 1972 — Нагрудный знак «Отличник народного просвещения Казахской ССР»
- 2001 — Нагрудный знак «Почётный работник образования Республики Казахстан»
- 2016 — Орден Курмет[1]
- Звания «Почётный гражданин» штата Небраска США и города Линкольна.
- Правительственные медали, в том числе:
  - 1998 — Медаль «Астана»
  - 2001 — Медаль «10 лет независимости Республики Казахстан»
  - 2005 — Медаль «10 лет Конституции Республики Казахстан»
  - 2006 — Медаль «10 лет Парламенту Республики Казахстан»
  - 2011 — Медаль «20 лет независимости Республики Казахстан»
  - 2015 — Медаль «20 лет Ассамблеи народа Казахстана»